# Лач
Лач (алб. Laç) је град у северозападној Албанији у области Курбин. По попису из 2023. у граду је живело 12.854 људи. 
Овде се налази ФК Лачи.